# Каллин, Патрик
Па́трик Ка́ллин (швед. Patrik Kallin; род. 4 января 1979, Хернёсанд) — шведский кёрлингист, участник сборной Швеции по кёрлингу на колясках на зимних Паралимпийских играх 2010 и зимних Паралимпийских играх 2014.

## Достижения
- Зимние Паралимпийские игры: бронза (2010).
- Чемпионат мира по кёрлингу на колясках: серебро (2013).
- Чемпионат Швеции по кёрлингу на колясках: золото (2015, 2016, 2017), бронза (2014)[3].

## Команды
| Сезон   | Четвёртый     | Третий           | Второй           | Первый           | Запасной                             | Турниры               |
| ------- | ------------- | ---------------- | ---------------- | ---------------- | ------------------------------------ | --------------------- |
| 2009—10 | Ялле Юнгнелл  | Гленн Иконен     | Патрик Бурман    | Анетте Вильгельм | Патрик Каллин тренер: Томас Нурдин   | ЗПИ 2010              |
| 2010—11 | Гленн Иконен  | Патрик Бурман    | Патрик Каллин    | Кристина Уландер | Gert Erlandsson тренер: Ялле Юнгнелл | ЧМК 2011 (8 место)    |
| 2011—12 | Ялле Юнгнелл  | Gert Erlandsson  | Патрик Каллин    | Анетте Вильгельм | тренер: Томас Нурдин                 | ЧМК 2012 (6 место)    |
| 2012—13 | Ялле Юнгнелл  | Гленн Иконен     | Патрик Каллин    | Кристина Уландер | Gert Erlandsson тренер: Mats Mabergs | ЧМК 2013              |
| 2013—14 | Ялле Юнгнелл  | Гленн Иконен     | Патрик Каллин    | Ронни Перссон    |                                      | ЧШК 2014              |
| 2013—14 | Ялле Юнгнелл  | Гленн Иконен     | Патрик Каллин    | Кристина Уландер | Сандра Реппе тренер: Mats Mabergs    | ЗПИ 2014 (7 место)    |
| 2014—15 | Патрик Каллин | Кристина Уландер | Ронни Перссон    | Анетте Вильгельм |                                      | ЧШК 2015              |
| 2014—15 | Ялле Юнгнелл  | Патрик Каллин    | Ронни Перссон    | Кристина Уландер | Сандра Реппе тренер: Петер Наруп     | ЧМК 2015 (9 место)    |
| 2015—16 | Ронни Перссон | Патрик Каллин    | Кристина Уландер | Gert Erlandsson  |                                      | ЧШК 2016              |
| 2015—16 | Патрик Каллин | Кристина Уландер | Ронни Перссон    | Сандра Реппе     | Gert Erlandsson тренер: Mia Boman    | ЧМК 2016 (гр.B, 2015) |
| 2016—17 | Патрик Каллин | Кристина Уландер | Ронни Перссон    | Gert Erlandsson  |                                      | ЧШК 2017              |

(скипы выделены полужирным шрифтом)